# (38165) 1999 JQ80
1999 JQ80 (asteroide 38165) é um asteroide da cintura principal. Possui uma excentricidade de 0.16880770 e uma inclinação de 8.34880º.
Este asteroide foi descoberto no dia 12 de maio de 1999 por LINEAR em Socorro.